# Zbigniew Turski

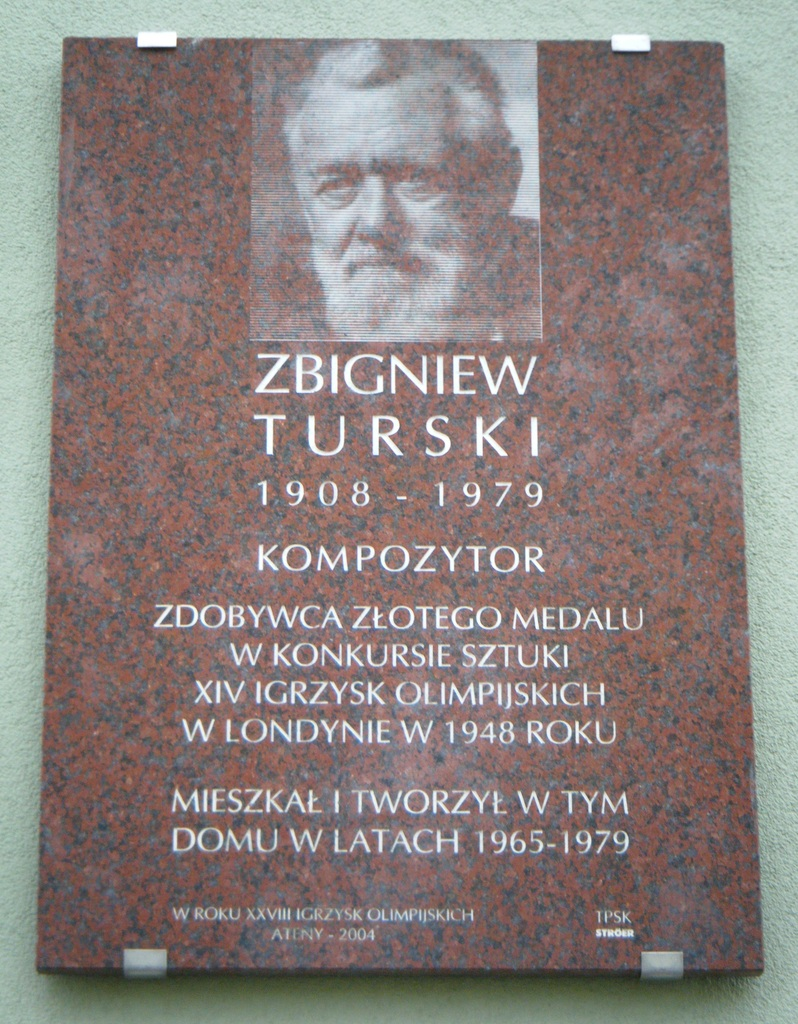
Tablica pamiątkowa przy al. Stanów Zjednoczonych 18 w Warszawie

Zbigniew Turski (ur. 21 października 1908 w Warszawie, zm. 7 stycznia 1979 w Otwocku) – polski kompozytor i dyrygent, złoty medalista olimpijski Olimpijskiego Konkursu Sztuki i Literatury w dziedzinie muzyki na Letnich Igrzyskach Olimpijskich 1948.

## Życiorys
- 1937 – absolwent Konserwatorium Warszawskiego; utworem dyplomowym był Koncert fortepianowy, który wykonał Mieczysław Wajnberg i Orkiestra Filharmonii pod dyrekcją Waleriana Bierdiajewa[3]
- 1936–1939 – reżyser muzyczny w warszawskiej rozgłośni Polskiego Radia.[4]
- 1945–1946 – organizator Filharmonii Bałtyckiej.
- 1948–1949 – wykładowca kompozycji w Państwowej Wyższej Szkole Muzycznej w Warszawie.[4]
- 1957-1973 – kierownik muzyczny Teatru Współczesnego w Warszawie.[4]
- 1959–1960 – prezes Związku Kompozytorów Polskich.
- 1964 – prezes Zarządu Towarzystwa Śpiewaczego „Harfa”.
- 1969 – członek Komisji Nagród Ministerstwa Kultury i Sztuki[5].

- 1948 – laureat złotego medalu na Letnich Igrzyskach Olimpijskich w Londynie za „Symfonię Olimpijską”.
- 1957 – laureat nagrody Związku Kompozytorów Polskich.
- 1968 – otrzymał nagrodę państwową II stopnia[6].

Pochowany na cmentarzu Wojskowym na Powązkach w Warszawie (kwatera B37-3-6).

## Kompozycje (wybór)
- 1947 – Sinfonia da camera
- 1948 – II Symfonia „Olimpijska”
- 1948 – Suita na tematy kurpiowskie
- 1951 – I koncert skrzypcowy
- 1954 – III Symfonia
- 1955 – Mała uwertura
- 1963 – II koncert skrzypcowy
- 1967 – Balet „Tytania i osioł”

## Ordery i odznaczenia
- Krzyż Kawalerski Orderu Odrodzenia Polski (11 lipca 1955)[8]
- Medal 10-lecia Polski Ludowej (19 stycznia 1955)[9]

## Upamiętnienie
- Tablica pamiątkowa na bocznej ścianie bloku mieszkalnego przy al. Stanów Zjednoczonych 18 w Warszawie, w który w latach 1965–1979 mieszkał Zbigniew Turski[10].